# Универзитет у Београду
Универзитет у Београду је државни универзитет у Београду. Најстарија је и највећа установа високог образовања у Србији.
Развој Универзитета сеже од 1808. године, када је Доситеј Обрадовић основао Велику школу, која је радила до 1813. У Крагујевцу је 1838. основан Лицеј, а Законом о устројству Велике школе од 24. септембра 1863, Лицеј је трансформисан у Велику школу. Почетком 1905. изгласан је Закон о Универзитету који је зајемчио аутономију Универзитета. Универзитет у Београду представљао је средиште научног, образовног и културног живота и центар отпора сваком тоталитаризму.
Универзитет у Београду у свом саставу има 31 факултет организованих у 4 групације факултета: друштвено-хуманистичких наука, медицинских наука, природно-математичких наука и техничко-технолошких наука. Поред тога, садржи и 11 истраживачких института, универзитетску библиотеку и 9 универзитетских центара.

## Историја

### 19. век
Основан је 1808. године као Велика школа од стране Доситеја Обрадовића, кључне личности у доба просветитељства. Била је највиша образовна установа у Србији између 1808. и 1905. године, првобитно као Велика школа (1808—1813), потом Београдски Лицеј (1838—1863) и затим поново Велика школа (1863—1905). У почетку се налазио у Конаку кнегиње Љубице, након чега се преселио у Капетан-Мишино здање, где се данас налази седиште.
Друга Велика школа настала је као наследница Лицеја и била је комбинација класичне гимназије и факултета, а као таква се развила у Универзитет у Београду. Представљао је средиште научног, образовног и културног живота и центар отпора сваком тоталитаризму. Контролу над овом установом имао је министар просвете и њоме су управљали ректор (изабрао га је монарх) и Научни савет.
У почетку је састојао од три факултета: Филозофског, Правног и Техничког. Велика школа је 27. фебруара 1905. формално постала Универзитет у Београду када је донет Закон о Универзитету. Овим Законом су, поред три постојећа факултета, уведени Медицински, Богословски и Пољопривредни.
Почетком 19. века студије права су трајале три године, а наставни план и програм обухватао је упоредно и државно (уставно) право, међународно право, кривично право и судски поступак, као и опште предмете. Тако је настало савремено правно образовање у Србији 1808. године. Пре уписа правног смера било је обавезно дипломирање на одсеку за филозофију где су студије трајале две године, где су студије права трајале укупно пет година. Од 1853. године правно образовање постаје независно од студија филозофије, а од 1863. године правно образовање у Србији траје четири године.
Предавања су држали професори који су дипломирали у данашњој Аустрији, Немачкој и Француској (Јован Стерија Поповић, Јосиф Панчић, Ђура Даничић и други).
Прво академско предавање из електротехнике у Србији одржано је 1894. Професор Стеван Марковић је био први предавач и оснивач Електротехничке катедре Инжењерског одељења Велике школе из ког се изродио данашњи Електротехнички факултет. Само четири године касније, професор Марковић је основао и прву српску електротехничку лабораторију. Од тада се ова наставна дисциплина изучава на Великој школи и Универзитету у Београду. Прве дипломе из ове области додељене су 1922. године.

### 20. век
Универзитет у Београду је био сведок масовног раста и експанзије у годинама пре Другог светског рата, а потом и после оснивања друге Југославије. Године 1914. прва жена је дипломирала на Правном факултету Универзитета у Београду.
Током 1960-их и 1970-их година, развио се у изузетну регионалну и међународну образовну институцију. На њему су се обучавали многи студенти из других земаља. Само на Универзитету у Београду за време постојања СФР Југославије студирало је до 40.000 студената из Африке. Истовремено је био значајно проширен, али и изложен државном и идеолошком утицају. Такође је био покретачка снага за оснивање универзитета у Новом Саду, Нишу, Приштини и Крагујевцу, као и у данашњој Подгорици. Његови студенти су 1968. организовали први масовни протест у Југославији после Другог светског рата.
Почетком 1990-их квалитет универзитетских програма се погоршао као последица политичке нестабилности у земљи и ратова у Југославији који су уследили. Недостајало је финансијских средстава и квалитет је значајно опао. Током власти Слободана Милошевића, морао је да се суочи са спољним политичким притиском и недостатком академске и административне аутономије.
Средином 1990-их, Универзитет у Београду постао је међународно признат центар политичке опозиције у Србији. Студенти и професори организовали су масовне протесте. Студентске организације (посебно Народни покрет Отпор) значајно су допринеле свргавању власти.

### 21. век
Универзитет у Београду је потписник Болоњске декларације. Као један од највећих универзитета у Европи са уписом од скоро 100.000 студената, широко сарађује са међународним академским институцијама и укључен је у безброј билатералних и мултилатералних академских пројеката. Нашао се међу 300 најбољих универзитета у свету, према ранг-листи коју је урадила Шангајска листа. У области математике сврстан је међу 150 најбољих универзитета у свету.

## Кампус
Развијајући се истовремено са самим градом током 19. века, један број универзитетских зграда је важан део архитектуре и културног наслеђа Београда. Некадашњи локалитети чине данашње зграде Музеја Вука и Доситеја и Конака кнегиње Љубице, које су препознате као најзначајније историјске грађевине Београда. Некадашњи Правни факултет у Суботици (1920—1941) такође је био у саставу Универзитета у Београду. Неки од објеката после Другог светског рата изграђени су у бруталистичком стилу. Универзитет има своје зграде широм града, са два главна кампуса, један поред Кнез Михаилове на Студентском тргу и други на Булевару краља Александра. Има једанаест домова раштрканих по градским општинама за 11.340 студената, укључујући један дом на Новом Београду. Многи од факултета имају засебне зграде на различитим местима у Београду. Такође поседује неколико зграда задужбина у центру града, од којих је већина изграђена у 19. и почетком 20. века.
Ректорат Универзитета, Филолошки и Филозофски факултет налазе се на Студентском тргу. На Студентском тргу такође се налазе и Биолошки, Географски, Математички, Факултет за физичку хемију Физички и Хемијски факултет. Универзитетска библиотека, Правни, Архитектонски, Грађевински, Електротехнички и Машински факултет налазе се у кампусу на Булевару краља Александра.
Други значајнији објекти су зграда Економског факултета у близини центра града, зграда Православног богословског факултета на Богословији (део Палилуле), зграда Учитељског факултета на Савском венцу, зграда Факултета безбедности на Врачару и зграда Факултета за специјалну едукацију и рехабилитацију на Дорћолу. Медицински и Стоматолошки факултет деле зграду у близини Карађорђевог парка, поред неколико болница. Медицинске наставне установе, као што су Универзитетски клиничко-болнички центар или Институт за ментално здравље налазе се на другим местима у граду. Пољопривредни факултет се налази уз Градски парк у Земуну и води Огледно добро Радмиловац у Гроцкој. Факултет политичких наука и Факултет организационих наука налазе се у непосредној близини у истој улици Вождовца.

## Рангирање
У јануару 2010. заузео је 299. место на листи коју је саставила организација Вебометрик где је рангирање било на основу утицаја и значаја на интернету. Универзитет у Београду је 2012. године први пут доспео на „шангајску листу“ као један од 500 најбољих универзитета, нашао се на ранг листи међу позицијама 401-500. Наредне 2013. године се његов пласман поправио и нашао се на позицијама 301-400. Исте 2013. године први пут је рангиран и на једном од научних поља, из математике, где се нашао на 101-150 месту. Пласман на позицијама 301-400 на Шангајској листи задржао је и током 2014. и 2015. године, док је 2016. и 2017. године био на позицијама 201-300.

## Организација и управа
Савет је орган управљања Универзитета и има 41 члана, од којих су 23 представници Универзитета, 12 чланови које именује Влада Републике Србије и 6 чланови које бира Студентски парламент Универзитета. Мандат чланова Савета Универзитета траје четири године. Изузетно, мандат чланова Савета — представника студената траје две године. Савет Универзитета доноси Статут Универзитета, бира и разрешава ректора и проректоре, доноси финансијски план Универзитета, усваја извештај о пословању и годишњи обрачун Универзитета, даје сагласност на одлуке о управљању имовином Универзитета, као и на расподелу финансијских средстава; обавља и друге послове у складу са законом и Статутом.
Сенат је највиши стручни орган Универзитета и има 46 чланова: ректора, 4 проректора из реда редовних професора, 31 декана факултета, 4 председника већа групација, председника Већа института и 5 директора научних института. При расправљању, односно одлучивању о питањима која се односе на осигурање квалитета наставе, реформу студијских програма, анализу ефикасности студирања и утврђивање броја ЕСПБ бодова, у раду Сената учествује 8 представника студената, које бира Студентски парламент Универзитета. Мандат чланова Сената траје три године. Изузетно, мандат чланова Сената – представника студената траје једну годину.

### Факултети
| - Архитектонски факултет - Биолошки факултет - Економски факултет - Електротехнички факултет - Факултет за специјалну едукацију и рехабилитацију - Факултет спорта и физичког васпитања - Факултет безбедности - Факултет организационих наука - Факултет политичких наука - Факултет за физичку хемију - Фармацеутски факултет - Филолошки факултет - Филозофски факултет - Физички факултет - Географски факултет | - Грађевински факултет - Хемијски факултет - Машински факултет - Математички факултет - Медицински факултет - Православни богословски факултет - Пољопривредни факултет - Правни факултет - Рударско-геолошки факултет - Саобраћајни факултет - Стоматолошки факултет - Шумарски факултет - Технички факултет у Бору - Технолошко-металуршки факултет - Учитељски факултет - Факултет ветеринарске медицине |

### Институти
| - Електротехнички институт „Никола Тесла” - Институт за биолошка истраживања „Синиша Станковић” - Институт за медицинска истраживања - Институт за молекуларну генетику и генетичко инжењерство - Институт за мултидисциплинарна истраживања - Институт за нуклеарне науке „Винча” | - Институт за примену нуклеарне енергије — ИНЕП - Институт за физику - Институт за филозофију и друштвену теорију - Институт за хемију, технологију и металургију - Институт „Михајло Пупин” |

### Центри
| - Информативни центар - Рачунарски центар - Заједнички центар Јапан-Србија за промоцију науке и технологије - Центар за развој каријере и саветовање студената - Центар за стратешки менаџмент и стратешко планирање | - Центар за студенте са хендикепом - Центар за трансфер технологије - Центар за обезбеђење квалитета - Центар за континуирану едукацију |

## Студентски живот
Универзитет у Београду нуди смештај у 11 студентских домова и има највећи систем студентског смештаја у Србији, намењен до 10.154 студента на различитим местима широм града.

### Домови
- „Студентски град” (4.406)
- „Карабурма” (1.170)
- „Патрис Лумумба” (1.021)
- „4. април” (863)
- „Слободан Пенезић” (756)
- „Краљ Александар ” (525)
- „Кошутњак” (413)
- „Рифат Бурџовић” (367)
- „Вера Благојевић I” и „Вера Благојевић II” (313)
- „Жарко Мариновић” (188)
- „Мика Митровић” (162)

„Студентски град” на Новом Београду је студентски комплекс организован у четири блока. Има позориште, биоскоп, спортске објекте, две библиотеке, читаонице и отворену сцену за летње концерте.
Остали домови су мањег капацитета и раштркани су по читавом граду. Дом „Краљ Александар I” (познат и као „Лола”), у кампусу на Булевару краља Александра, најстарији је студентски дом на Балкану, који је 1927. године основао краљ Југославије Александар I Карађорђевић. Има 190 соба и пружа смештај успешним студентима Универзитета на основу њиховог просека. Неки од домова су добили имена по политичким лидерима. На пример, резиденцијална сала Патриса Лумумбе на Универзитету у Београду изграђена 1961. године и данас носи његово име, првог легално изабраног председника Владе ДР Конго након што је помогао у освајању њене независности од Белгије.

## Значајни алумнисти
- Давид Албахари
- Бранка Арсић
- Филип Вујановић
- Светозар Вукмановић Темпо
- Миомир Вукобратовић
- Александар Вучић
- Киро Глигоров
- Милорад Додик
- Биљана Дојчиновић
- Вук Драшковић
- Зоран Ђинђић
- Милош Н. Ђурић
- Патријарх српски Иринеј
- Свети Јован Шангајски
- Срђан Керим
- Данило Киш
- Војислав Коштуница
- Вук Куленовић
- Милан Курепа
- Паулина Лебл-Албала
- Сима Лозанић
- Богдан Маглић
- Десанка Максимовић
- Раденка Марић
- Владимир Марковић
- Михаило Марковић
- Сехадете Мекули
- Бранко Милановић
- Милош Милојевић
- Никола Милошевић
- Слободан Милошевић
- Драгослав Митриновић
- Лазар Мојсов
- Бранислав Нушић
- Жарана Папић
- Фреди Перлман
- Зоран Пјанић
- Михаило Петровић Алас
- Оливера Радојковић Чоловић
- Павле Савић
- Данија Бен Саси
- Меша Селимовић
- Иван Стамболић
- Борисав Станковић
- Борис Тадић
- Љубомир Тадић
- Данило Тирк
- Стево Тодорчевић
- Заим Топчић
- Димитрије Туцовић
- Бранко Ћопић
- Мартин Цамај
- Мирко Цветковић
- Јован Цвијић
- Филип Цептер
- Милош Црњански
- Милева Филиповић

- Значајни професори из 19. века
- Ђуро Даничић
- Јован Стерија Поповић
- Јосиф Панчић
- Чедомиљ Мијатовић
- Владимир Јовановић
- Сима Лозанић